# Marcos Medrado
Marcos Antônio Medrado (Salvador, 30 de junho de 1946), mais conhecido como Marcos Medrado ou simplesmente Medrado é um político baiano, administrador empresarial e radialista, Filiado ao Partido Verde, foi deputado federal (1991–1996; 2017), deputado estadual (1987–1991) vice-prefeito e vereador de Salvador, em 2024, foi eleito prefeito de Valença, município do interior da Bahia.

## Dados biográficos
Iniciou-se na política em 1986 ao ser eleito deputado estadual constituinte pelo PMDB. Quatro anos depois, em 1990, foi eleito deputado federal e reeleito em 1994. 
Foi eleito vice-prefeito de Salvador em 1996 e reeleito em 2000 para compor o governo do prefeito Antônio Imbassahy. Durante o primeiro mandato de Imbassahy, Medrado foi nomeado secretário municipal de transportes pelo então prefeito. Após deixar a prefeitura, foi eleito vereador de Salvador em 2004, deputado federal em 2006 e reeleito em 2010.
Disputou a reeleição para deputado federal, mas obtém a suplência. Assumiu em 27 de junho de 2017 e se afastou em 19 de outubro do mesmo ano.
Não conseguiu eleger-se deputado federal no pleito de 2022 e administra suas duas emissoras de rádio no interior da Bahia: a Valença FM e a Rádio Clube de Valença.
Já filiado ao Partido Verde, desde 2022, no ano de 2024 Medrado é eleito prefeito de Valença no primeiro turno, haja visto que o município tem menos de 200.000 habitantes, como 14.891 votos representando 30,17% dos votos válidos do município, derrotando o então prefeito Jairo Batista do Progressistas.

## Desempenho Eleitoral
| Ano  | Eleição               | Cargo             | Partido                                                                                    | Partido       | Coligação                                                              | Vice/Titular            | Vice/Titular | Votos  | Votos | Votos    | Resultado  | Ref    |
| Ano  | Eleição               | Cargo             | Partido                                                                                    | Partido       | Coligação                                                              | Vice/Titular            | Vice/Titular | Total  | %     | P.       | Resultado  | Ref    |
| ---- | --------------------- | ----------------- | ------------------------------------------------------------------------------------------ | ------------- | ---------------------------------------------------------------------- | ----------------------- | ------------ | ------ | ----- | -------- | ---------- | ------ |
| 1986 | Estadual da Bahia     | Deputado Estadual |                                                                                            | PMDB          | A Bahia Vai Mudar (PMDB, PDT, PSC, PCB, PCdoB)                         | -                       | -            | 55.435 | —     | —        | Eleito     | [ 9 ]  |
| 1990 | Estadual da Bahia     | Deputado Federal  |                                                                                            | PRN           | Nova Bahia (PRN, PSC, PTdoB, PTR, PSD)                                 | -                       | -            | 38.257 | —     | —        | Eleito     | [ 10 ] |
| 1992 | Municipal de Salvador | Prefeito          |                                                                                            | PDC           | -                                                                      | Vice                    |              | 55.054 | 8,98% | 4°       | Não Eleito | [ 11 ] |
| 1994 | Estadual da Bahia     | Deputado Federal  |                                                                                            | PPB           | Vontade do Povo (PFL, PPR, PTB, PP, PL, PSC)                           | -                       | -            | 82.065 | 2,82% | —        | Eleito     | [ 12 ] |
| 1996 | Municipal de Salvador | Vice-Prefeito     | Pra Mudar de Verdade (PFL, PPB, PTB, PL, PSC, PTdoB, PST)                                  | PPB           | Titular                                                                | Antônio Imbassahy (PFL) | 407.019      | 51,44% | 1°    | Eleito   | [ 13 ]     |        |
| 2000 | Municipal de Salvador | Vice-Prefeito     | Pra Fazer Muito Mais (PFL, PPB, PTB, PL, PMDB, PRN, PRTB, PSD, PGT, PSC, PTdoB, PST e PSL) | PPB           | Titular                                                                | Antônio Imbassahy (PFL) | 531.423      | 53,75% | 1°    | Reeleito | [ 13 ]     |        |
| 2004 | Municipal de Salvador | Vereador          |                                                                                            | PP            | PFL, PP, PL                                                            | -                       | -            | 17.622 | 1,46% | 1°       | Eleito     | [ 14 ] |
| 2006 | Estadual da Bahia     | Deputado Federal  |                                                                                            | PDT           | A Bahia no CoraçãoPDT                                                  | -                       | -            | 46.291 | 0,70% | —        | Eleito     | [ 15 ] |
| 2010 | Estadual da Bahia     | Deputado Federal  | Pra Bahia Seguir Mudando (PRB, PP, PDT, PT, PHS, PSB, PCdoB)                               | PDT           | -                                                                      | -                       | 68.216       | 1,02%  | —     | Eleito   | [ 16 ]     |        |
| 2014 | Estadual da Bahia     | Deputado Federal  |                                                                                            | Solidariedade | Unidos por uma Bahia Melhor (DEM, PMDB, PSDB, PTN, SD, PROS, PRB, PSC) | -                       | -            | 56.230 | 0,85% | —        | Não Eleito | [ 17 ] |
| 2022 | Estadual da Bahia     | Deputado Estadual |                                                                                            | PV            | Fe.Brasil (PT, PCdoB, PV)                                              | -                       | -            | 19.082 | 0,24% | —        | Não Eleito | [ 18 ] |
| 2024 | Municipal de Valença  | Prefeito          | Unidos Por Valença (Fe.Brasil, REP, PRTB e PSB)                                            | PV            | Vice                                                                   | Lorena Merces (REP)     | 14.891       | 30,17% | 1°    | Eleito   | [ 8 ]      |        |